# Муканов, Жанат Таупыкович
Жанат (Жан) Таупыкович Муканов (каз. Жанат Таупықұлы Мұқанов; род. 30 апреля 1983, Экибастуз, Павлодарская область, КазССР) — казахстанский продюсер ТВ, кино и музыкальных проектов, импресарио, режиссёр-постановщик.

## Биография
Жанат Муканов родился 30 апреля 1983 года в городе Экибастуз, но с рождения жил в селе Байет, Экибастузского района, Павлодарской области.
В 13 лет переехал в город Экибастуз, где выучился в милицейской школе № 21 имени героя Советского Союза Николая Кремениша.
В 16 лет выиграл конкурс кулинаров и позже работал поваром, шеф-поваром, заведующим производством.
После в поисках себя, работал на разных позициях: пионервожатым в детском лагере «Аян», оформителем воздушных шаров и менеджером в компании «Мир воздушных шаров», после открыл флористическую компанию — театр цветов «Жангулiм».
В 2005 году открыл компанию «Zhan Alemi Group», занимающуюся организацией частных мероприятий, которая позже начала продюсировать артистов, организовывать концерты, фестивали и туры по стране.
В 2007 году женился.
В 2009 году открыл Центр свадебной индустрии «Svadba.kz», который действует по сей день.
В 2010 году поступил в Государственный университет управления в Москве на факультет Менеджмент в музыкальной индустрии.
В 2012 году переехал в Астану. Работал Арт-директором в комплексе «Astana Music Hall».
С 2015 года является генеральным продюсером детского фестиваля «Жулдызай» для детей с ограниченными возможностями.
В 2018 году Агентство «Хабар» пригласила его в качестве генерального продюсера первого Eurovision junior, где конкурсантом от Казахстана была Данелия Тулешова.
В 2018 году стал членом совета директоров «Седьмой канал».
В 2019 году в Алматы открыл крупнейший свадебный молл «Svadba.kz» в Казахстане, площадью более 2400 м².
В 2019 году в Алматы открыл крупнейший Продюсерский центр, площадью 1600 м².

## Личная жизнь
Супруга — Перизат Еспенбетова (род. 18 июня 1985 года), предприниматель. На 2019 год воспитывают 6 детей.

## Продюсирование

#### Продюсирование артистов
Жан Муканов занимался продюсированием и сопродюсированием следующих музыкальных исполнителей и групп:
1. Нурлан Албан
2. Акбота Керимбекова
3. Жанболат пен Жазира
4. Группа «Жігіттер»
5. Ринат Малцагов
6. Торегали Тореали
7. Ерке Есмахан
8. Даулет Болатов

В 2016-18 гг работал с певцом Торегали Тореали, организовав первый большой тур в истории страны — тур «Ұлы дала баласы».
С 2016 года генеральный продюсер ежегодной национальной музыкальной премии «Жыл таңдауы»
В 2018-19 гг продюсировал Амре (Ернар Садырбаев), в тот же год Ернар Садырбаев занял 1-место в международном фестивале «Славянский базар» в Витебске.
С 2013 года является продюсером певицы Тамары Асар.
В 2019 году начал продюсировать ведущих казахских айтыскеров-акынов:
Айнур Турсынбаева, Балгынбек Имашев, Сара Токтамысова, Жандарбек Булгаков.
В 2019 году впервые организовал масштабный гастрольный тур айтыскеров по всей стране «Ұлы дала ән мен жыры, ақындықтың жеті қыры».

#### Продюсирование ТВ-проектов
Был генеральным продюсером в следующих телевизионных и в масштабных проектах:
- Группа «Жігіттер» — 10-летие. Юбилейный концерт. Генеральный продюсер. (2013)
- Группа «Жігіттер» — 12-летие. Концерт. Генеральный продюсер. (2015)
- Акбота Керимбекова — сольный концерт. Генеральный продюсер. (2015)
- Торегали Тореали — Первый сольный концерт. Дворец Республики. Генеральный продюсер. (2015)
- Группа «91» — Первый тур. 5 городов. Генеральный продюсер. (2016)
- «Жулдызды Жаңа жыл» — новогодний гала-концерт. Астана. Генеральный продюсер. (2015, 2016)
- «Сәлем, Қазақстан» — телевизионный музыкальный проект. 3 сезона. КАЗТРК «Qazaqstan». Генеральный продюсер. (2016, 2017)
- «Ұлы дала баласы» — реалити-шоу в рамках республиканского тура Торегали Тореали. 9 городов. КАЗТРК «Qazaqstan». Генеральный продюсер. (2016)
- «Сәлем, 2017» — новогодняя ночь. Музыкальный телефильм. КАЗТРК «Qazaqstan». Генеральный продюсер. (2016)
- «Анашым, менi қалдырма» — 16 серийный, социальный фильм, по заказу «Дом Мамы». КАЗТРК «Qazaqstan». Генеральный продюсер. (2016)
- «Сәлем, Ұлы дала»[10] — телевизионный музыкальный проект в прямом эфире. 8 эпизодов. «7 канал». Генеральный продюсер. (2018)
- «Жыл таңдауы»[11] — Национальная музыкальная премия. Генеральный продюсер. (2016, 2017, 2018, 2019)
- «Жулдызай» — Республиканский фестиваль детей с ограниченными возможностями. 16 городов ежегодно. Генеральный продюсер. (2015, 2016, 2017, 2018, 2019)
- Группа «Жігіттер» — 15-летие. Юбилейный концерт. Генеральный продюсер. (2018)
- Ернар Айдар — сольный концерт. Генеральный продюсер. (2018)
- «Junior Eurovision»[12] — международный вокальный конкурс. Проводился впервые. Агентство «Хабар». Генеральный продюсер. (2018)
- «Сәлем, 2019» — новогодняя ночь. Музыкальный телефильм. Агентство «Хабар». Генеральный продюсер. (2018)
- Айнур Турсынбаева — юбилейный концерт. Генеральный продюсер. Астана. (2019)
- Балгынбек Имаш — юбилейный концерт. Генеральный продюсер. Алматы. (2019)
- Республиканский тур айтыскеров «Ұлы дала ән мен жыры, ақындықтын жеті қыры». Генеральный продюсер. Страна. (2019)
- Национальная премия «URKER AWARDS 2019». Генеральный продюсер. Астана. (2019)
- «Большой тренинг». Генеральный продюсер. Алматы. (2019)
- День рождения «BI GROUP». Генеральный продюсер. Астана. (2019)
- «Про моду» с Баян Алагузовой, Kazakh TV, Генеральный продюсер. (2019)
- «Салт-дәстүр», KazakhTV, Генеральный продюсер. (2019)
- «С Сарой и Жандарбеком», KazakhTV, Генеральный продюсер. (2019)
- «Айнұрдың асханасында», KazakhTV, Генеральный продюсер. (2019)

## Награды
В 2017 году был награждён Национальной телевизионной премией «Тумар» в главной номинации «Лучшее телевизионное событие года».

## Фильмография
2018 г. — «Свадьба. КЗ», романтическая комедия. Полный метр. Генеральный продюсер.